# Вертолітне відро

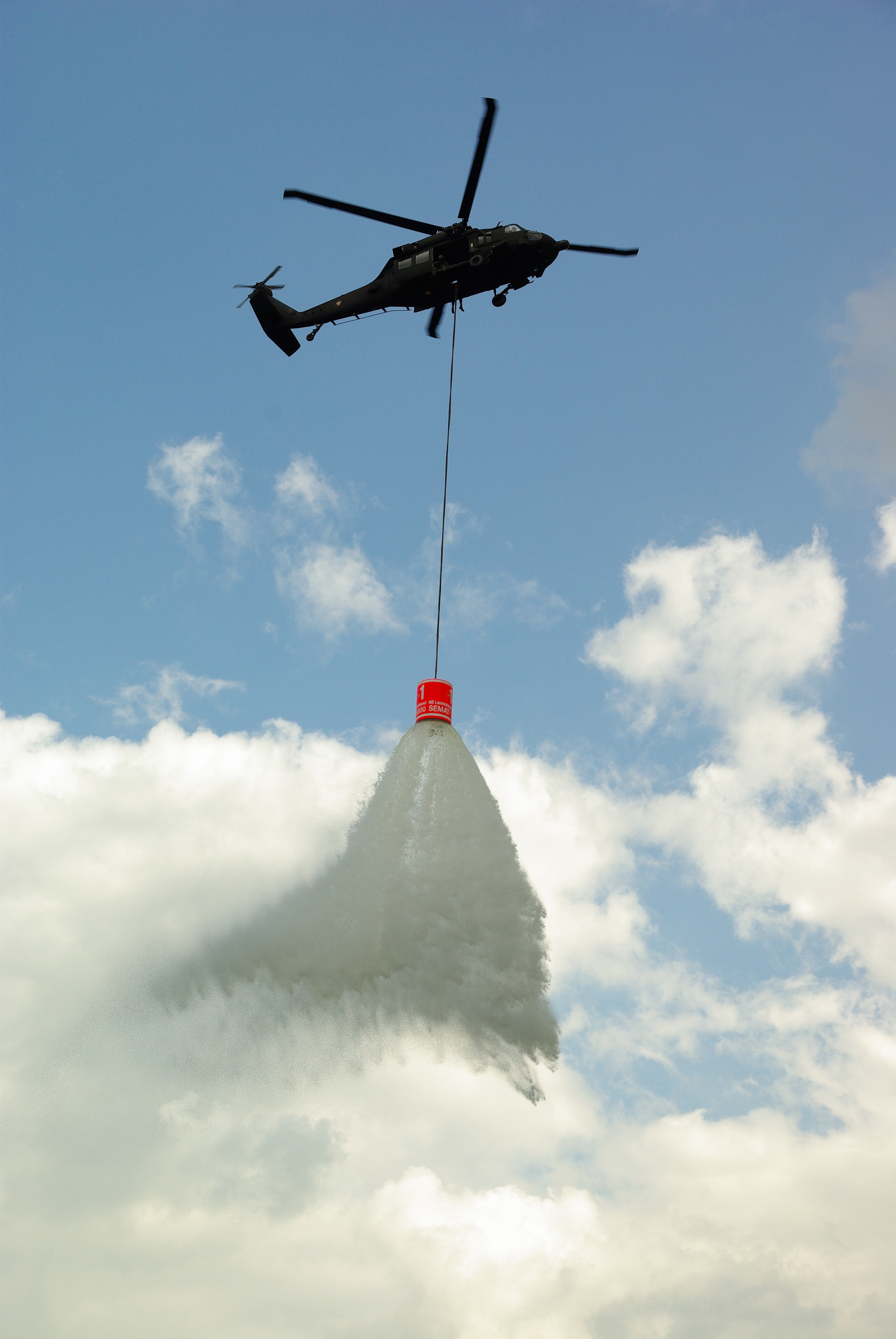
Гелікоптер UH-60 Black Hawk Бундесгеру скидає воду з відра SEMAT F-3000.

Вертолітне відро — резервуар для перевезення води або інших вогнегасних речовин, який перевозиться під фюзеляжем вертольота.
Така конструкція використовується для гасіння пожежі з повітря та дозволяє зачерпувати воду з природних водоймищ або заповнювати резервуар наземними силами за допомогою шлангів. Це особливо зручно при гасінні пожеж у важкодоступних місцях (наприклад, при лісових пожежах), оскільки позбавляє необхідності після кожного скидання води повертатися на базу.
Пристрій кріпиться до фюзеляжу за допомогою вантажного гака та стропів, керування здійснюється з кабіни пілота. Відро оснащене насосною трубою для накачування води і має нижній клапан, який дистанційно відкривається з вертольота. Кількість розпилення води на одиницю площі залежить від швидкості та висоти вертольота.
Відра можуть бути розбірними або жорсткими і мати різну ємність, залежно від вантажопідйомності використовуваного гелікоптера — від 900 літрів для AS 350B3 до 10 000 літрів для Мі-26.
Офіційна назва цього пристрою англійською мовою — helibucket. Також неофіційним загальним терміном для розбірних конструкцій стала назва торговельної марки відер «Bambi Bucket», які виготовляються канадською компанією SEI Industries із 1983.

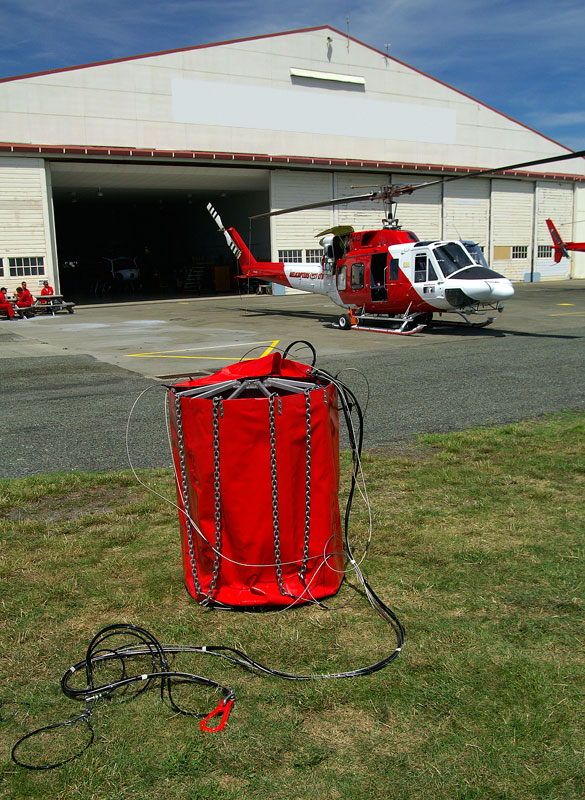
Відро марки AFlex Monsoon на землі.
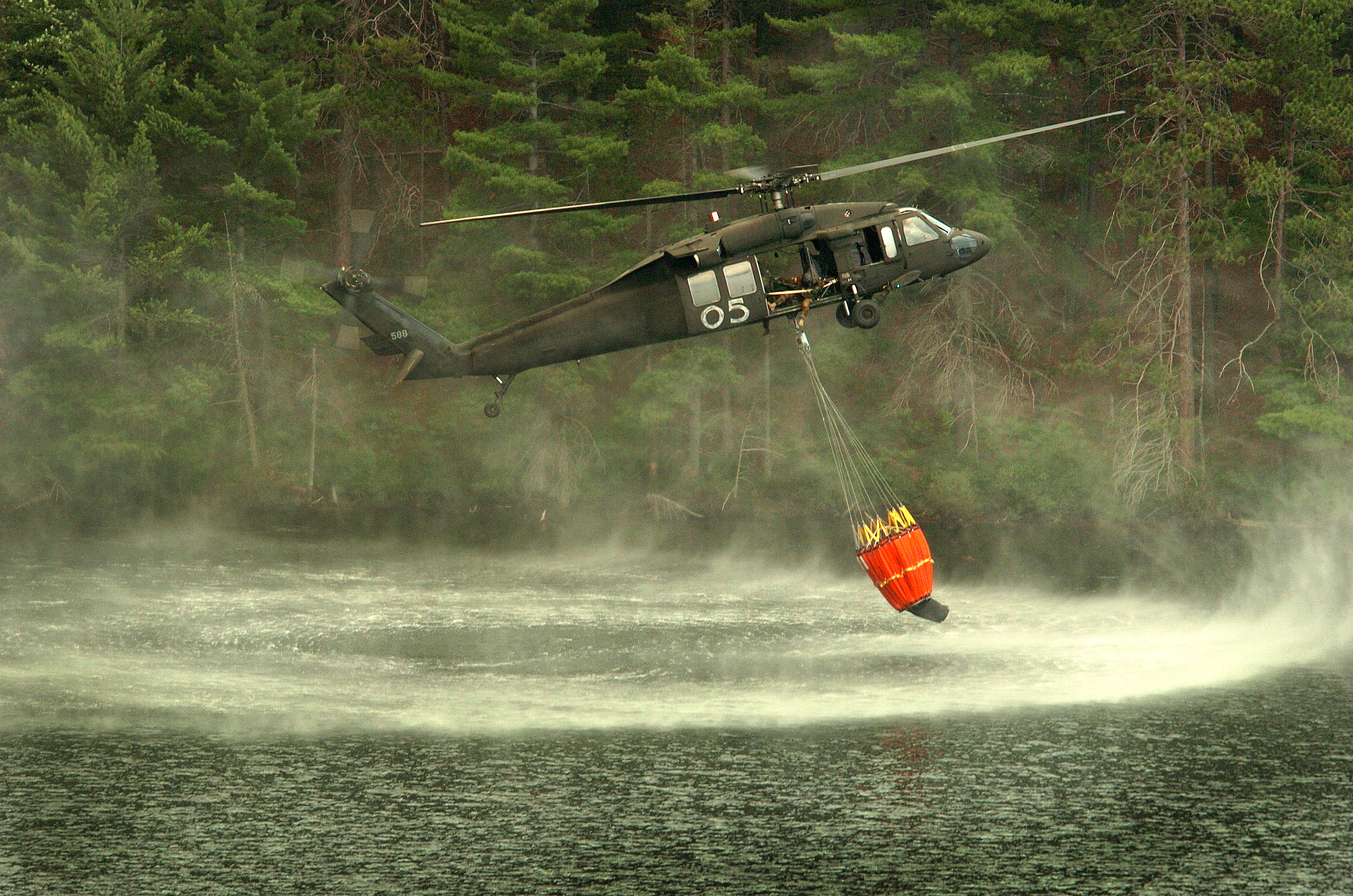
UH-60 Black Hawk Мічиганської нацгвардії набирає воду з озера під час пожежі в національному парку Такваменон-Фолз.
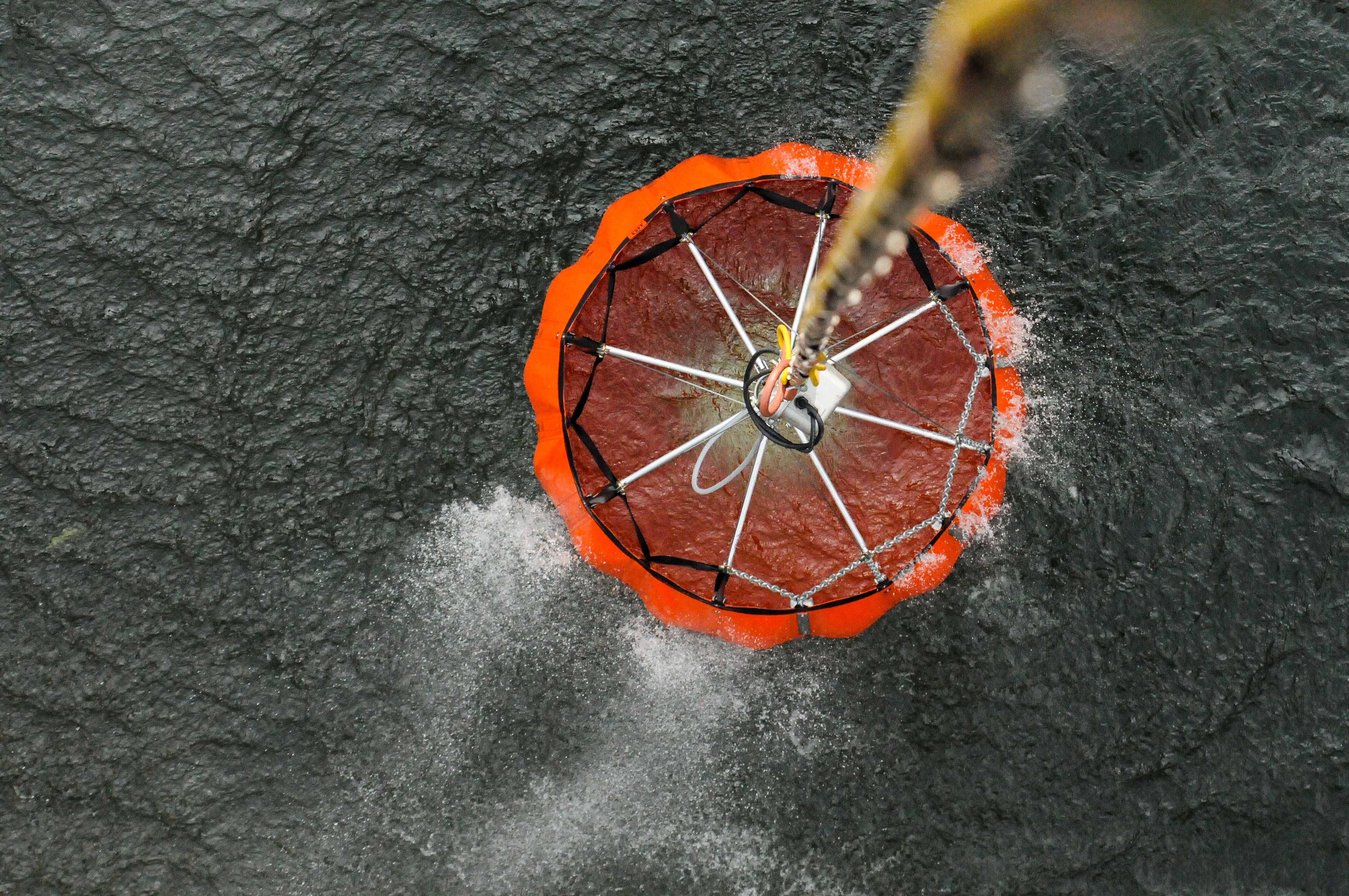
Наповнення Bambi Bucket з водойми.
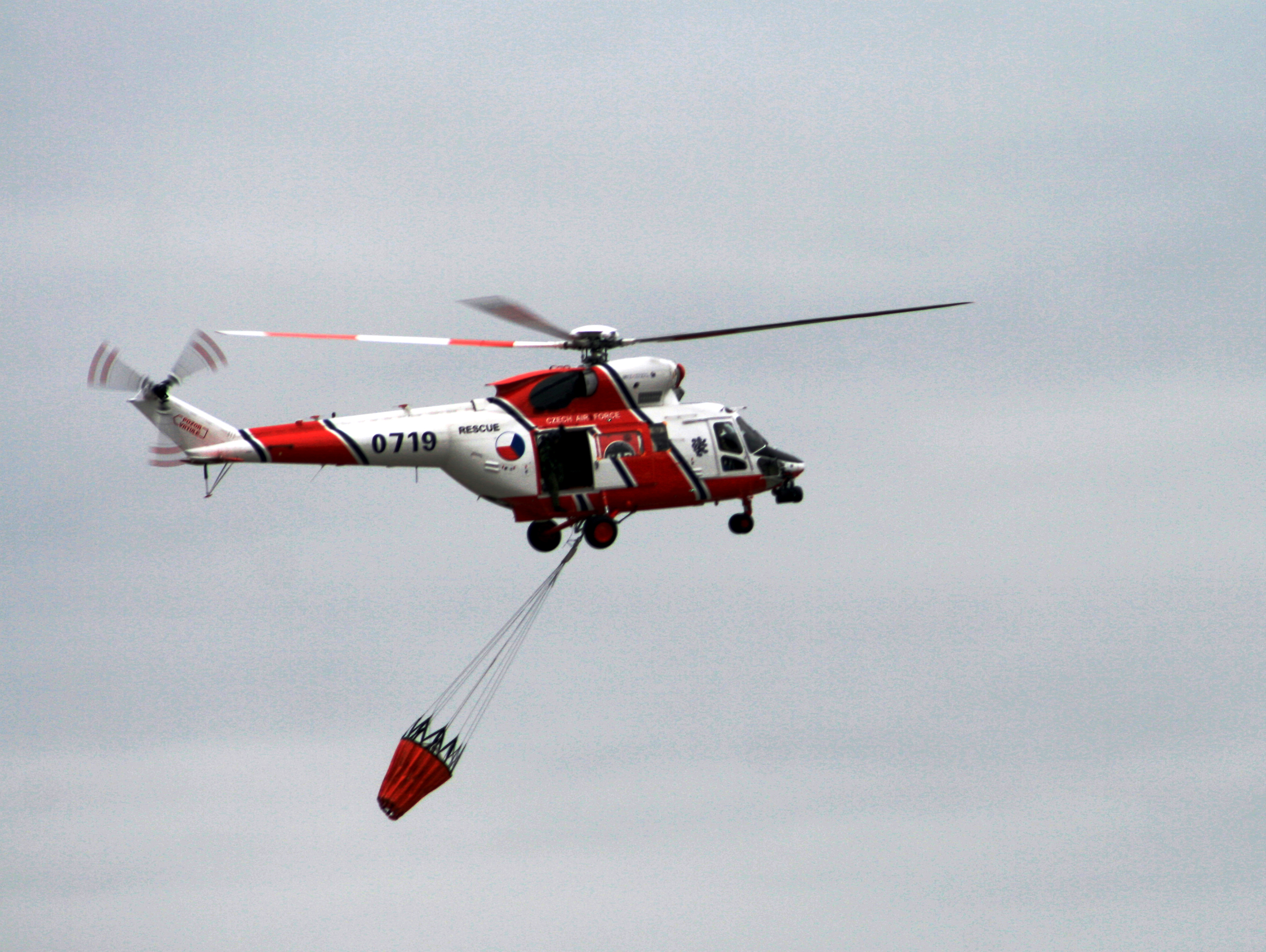
Гелікоптер PZL W-3 Sokół з відром Bambi Bucket. Авіашоу CIAF[cz]-2009, Градец-Кралове, Чехія.